# Pascal Jolyot
Pascal Jolyot (Fontainebleau, 26 luglio 1958) è un ex schermidore francese, vincitore di una medaglia d'oro, una d'argento ed una di bronzo nella scherma ai giochi olimpici.